# QBZ-95
QBZ-95 (Chinees: 95式自動步槍 / 95式自动步枪, Hanyu pinyin: Jiǔwǔ Shì Zìdòng Bùqiāng – "Typ 95 Automatisch Geweer") (ook wel Type 95) is een bull-pup aanvalsgeweer gemaakt door de Chinese wapenfabrikant Norinco. Het wapen werd geïntroduceerd in 1995 en verving de Type 87 als het standaard geweer voor de strijdkrachten van de Volksrepubliek China.
Een exportvariant van dit wapen dat het 5,56x45mm NAVO patroon vuurt, de QBZ-97, is in gebruik door de strijdkrachten van meerdere landen in Zuidoost-Azië, Zuid-Azië, en Afrika.

## Varianten

### Militaire varianten

#### QBZ-95 (geweer)
Dit is de standaard versie van het wapen en ook het standaard wapen van het Chinese leger. Deze variant vuurt het 5,8×42mm DBP87 patroon.
Door problemen met het originele ontwerp werd er een project gestart door het Chinese leger om de Type 95 te verbeteren. Dit project kwam onder de leiding van Duo Yingxian (朵英贤). Dit project resulteerde in de verbeterde QBZ-95-1 variant.

#### QBZ-95B (karabijn)
Een kortere, lichtere variant van het standaard QBZ-95 geweer.  Door de kortere loop is het niet mogelijk om een bajonet of granaatwerper onder de loop te bevestigen bij dit wapen. Op foto's is dit wapen enkel in de handen van marineofficieren gezien. Vermoedelijk door de beperkte ruimte aan boord van marineschepen, waardoor een langer geweer niet praktisch in gebruik is voor gevechten. Het wapen is mogelijk ook in gebruik door speciale eenheden.

#### QJB-95 (licht machinegeweer)
Deze variant heeft een tweepoot, een langere, zwaardere loop en grotere patroonhouders die 75 of 100 patronen houden. De standaard patronenhouder met 30 patronen kan ook met dit wapen gebruikt worden.

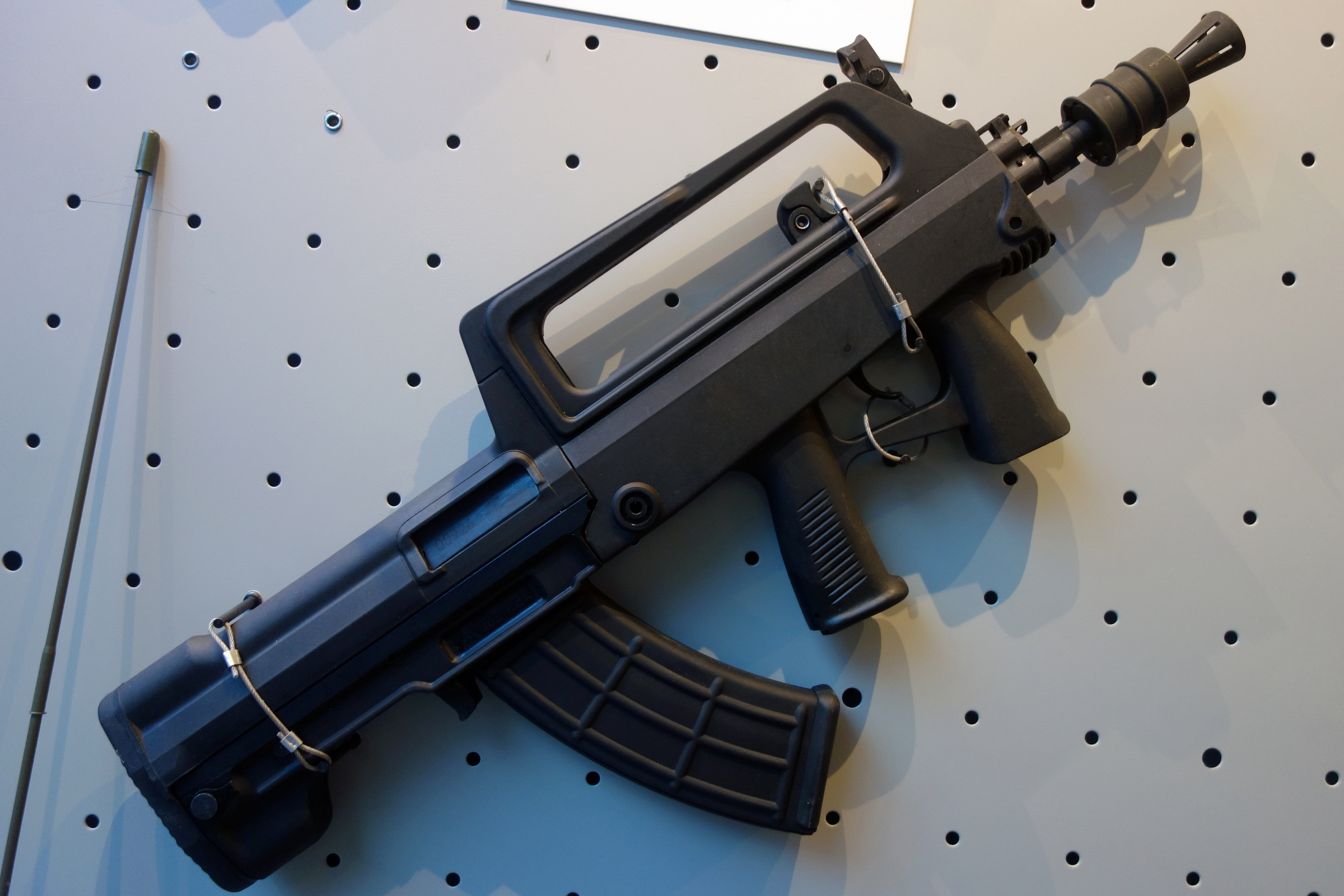
Een QBZ-95B

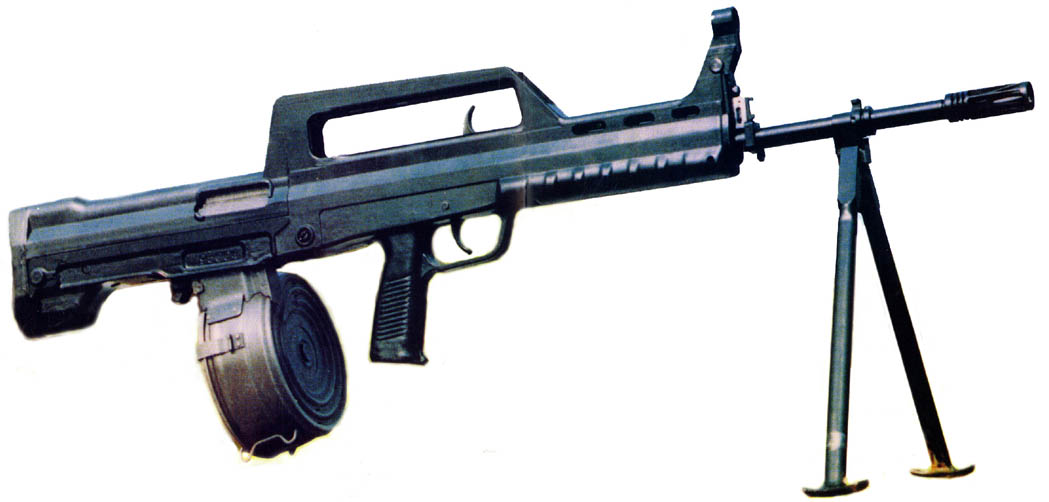
Een QBJ-95

Hoewel de QBZ-95 en QJB-94 allebei het 5,8×42mm DBP87 patroon kunnen vuren, gebruikt de QJB-95 doorgaans het 5.8x42mm DBP88 "zware" patroon. Dit patroon is ontwikkeld voor wapens met een langere loop om meer kinetische energie bij zich te kunnen dragen. Dit resulteert in een groter bereik en betere doorboring van materialen. Dit patroon wordt niet geschoten vanuit het QBZ-95 geweer omdat het de loop snel doet verslijten.

#### QBZ-97 (5,56x45mm NAVO)
Dit is een exportvariant van de QBZ-95. Het verschilt van de standaardvariant in het patroon dat het wapen gebruikt. De QBZ-97 gebruikt het 5,56x45mm NAVO patroon in plaats van het Chinese 5,8x42mm patroon. Ook is dit wapen ontworpen om STANAG patroonhouders te kunnen gebruiken.

#### QBZ-97A (5,56x45mm NAVO aanvalsgeweer)
Dit is een QBZ-97 met de functies om vuurstoten van 3 schoten af te vuren, en om de vuurkamer open vast te zetten. Het uiterlijk van het wapen verschilt ook door het ontbreken van het voorste handvat dat bij de originele versie direct voor de trekker zit.

#### QBZ-97B (5,56x45mm NAVO karabijn)
Een karabijn versie van de QBZ-97.

#### QJB-97 LSW (5,56x45mm NAVO licht machinegeweer)
Een licht machinegeweer versie van de QJB-97.

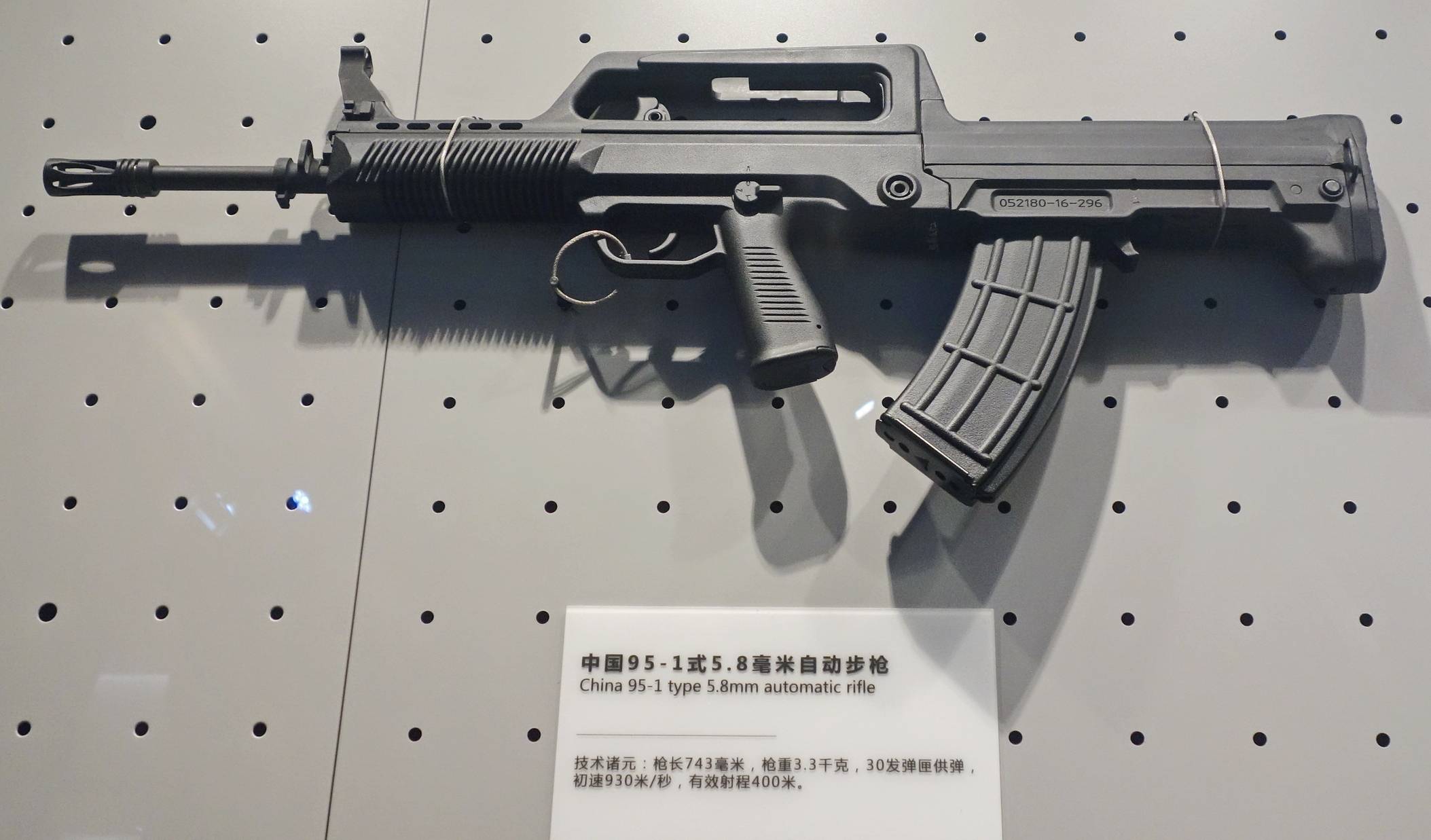
Een QBZ-95-1

#### QBZ-95-1 (geweer)
De nieuwe QBZ-95-1, ook wel bekend als de QBZ-95 "Gai" ("改"; letterlijk: 'wijziging'), heeft een aantal verbeteringen op het gebied van betrouwbaarheid, gebruikersgemak, en ergonomie.

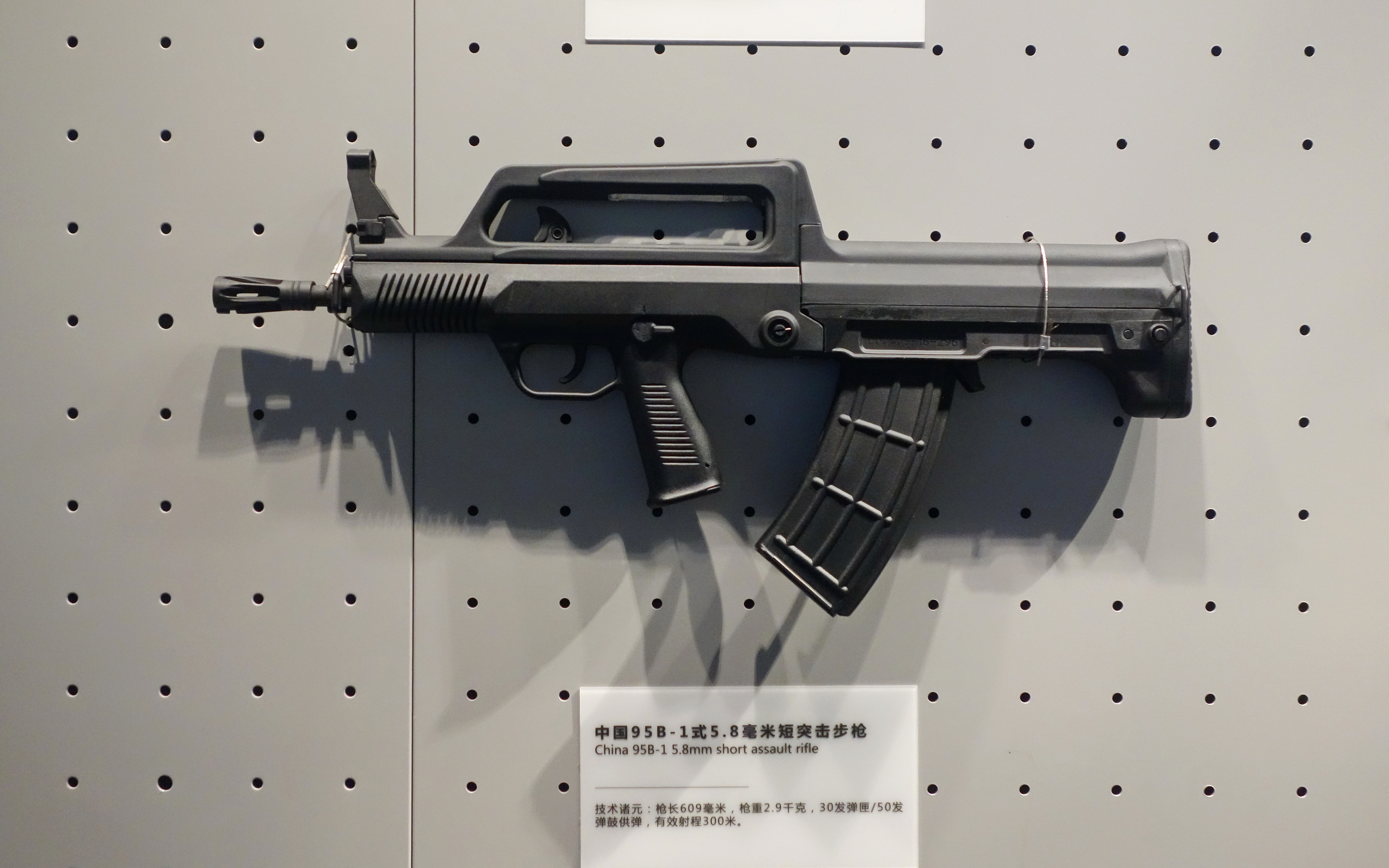
Een QBZ-95B-1

Deze variant vuurt het zwaardere 5,8×42mm DBP10 patroon, en heeft een zwaardere, langere loop en een nieuwe mondingsrem. In 2010 werd dit wapen geëvalueerd door het Chinese leger. 
Deze variant begon kort na het afronden van het testen de originele variant te vervangen in de handen van gevechtstroepen. De oudere wapens werden gegeven aan ondersteunings- en reservetroepen.
De QBZ-95-1 zal in de nabije toekomst worden vervangen door het nieuwe QBZ-191 aanvalsgeweer.

#### QBZ-95B-1 (karabijn)
Verbeterde versie van de QBZ-95 met dezelfde ergonomische verbeteringen als het QBZ-95-1 geweer.

#### QJB-95-1 (licht machinegeweer)
Verbeterde versie van de QBJ-95 met dezelfde ergonomische verbeteringen als het QBZ-95-1 geweer.

## Statistieken
| Kaliber:             | 5,8x42 mm             |
| Lengte:              | 760 mm                |
| Lengte loop:         | 520 mm                |
| Gewicht:             | 3,4 kg (niet geladen) |
| Vuursnelheid:        | ± 650 schoten/min     |
| Capaciteit magazijn: | 30 patronen           |